# Сомов, Андрей Иванович
Андре́й Ива́нович Со́мов (15 [27] мая 1830, Отрада, Московская губерния — 30 мая [12 июня] 1909, Санкт-Петербург) — русский искусствовед, один из наиболее значимых петербургских гуманитариев времён «великих реформ» и «контрреформ», музейный работник и коллекционер; младший брат математика Осипа Сомова, отец живописца Константина Сомова. Старший хранитель Эрмитажа (с 1886), почётный вольный общник Императорской Академии художеств (с 1871), тайный советник. Почётный гражданин Санкт-Петербурга.

## Биография
Родился 15 (27) мая 1830 года в селе Отрада Клинского уезда Московской губернии в большой семье столбового дворянина Ивана Иосифовича Сомова; был девятым ребёнком (в семье было 14 детей). В 1839 году был отправлен из Москвы в Петербург с обозом, вёзшим хлеб (к этому времени их отец из-за расточительного образа жизни разорился), на попечение своего старшего брата Осипа Ивановича. Был определён учеником 4-й Петербургской (Ларинской) гимназии. Учась в старших классах гимназии, в свободное от занятий время давал уроки математики в частных домах. В 1849 году окончил гимназический курс с чином XIV класса за успехи в греческом языке и поступил на физико-математический факультет Санкт-Петербургского университета. Посещал рисовальные классы для приходящих в школе министерства финансов (в дальнейшем Рисовальная школа Общества поощрения художников), занимался живописью у портретиста академика Ф. О. Будкина.
В 1851 году был приглашён преподавателем математики и гувернёром в частный пансион Г. К. Эмме, где работал до 1858 года. По окончании в 1854 году университетского курса преподавал также математику в частных домах, а также физику: в 1855—1859 годах — в Горном институте, а в 1858—1859 — в офицерских классах Морского кадетского корпуса.

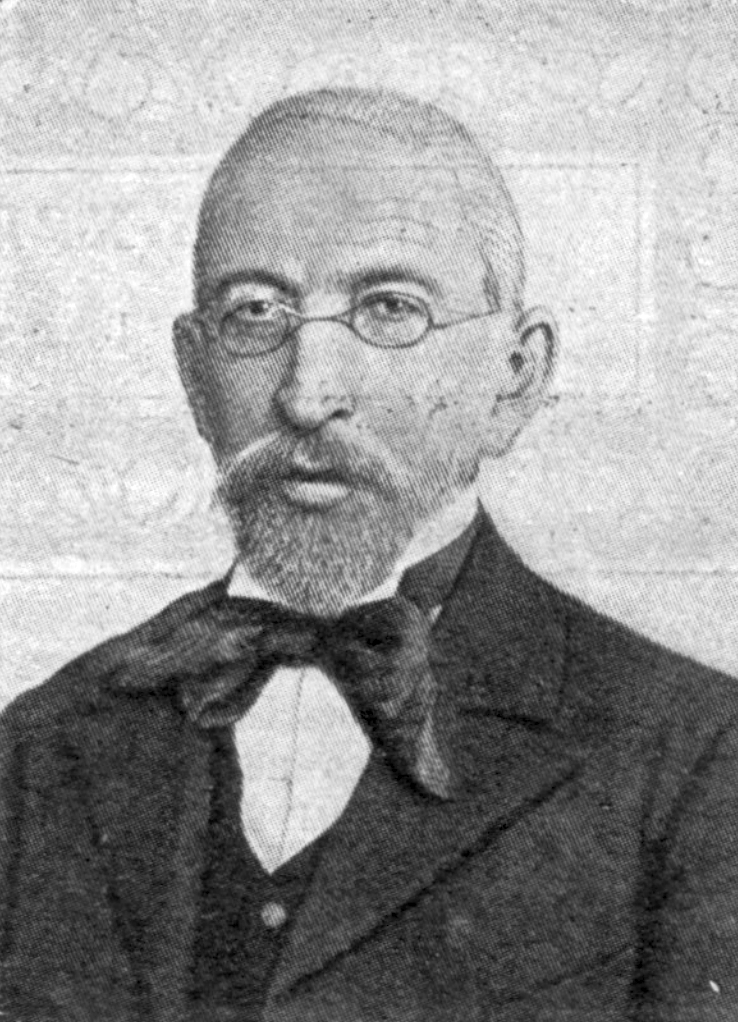
А. И. Сомов. Фотопортрет из журнала «Огонёк» (№ 25 за 20 июня [3 июля] 1909 года)

С 1856 года стал помещать статьи преимущественно художественно-исторического и художественно-критического содержания в разных повременных изданиях и состоял сотрудником в «Санкт-Петербургских ведомостях». В 1856—1857 годах, в тринадцати номерах журнала «Живописная русская библиотека» печаталась его статья, подписанная инициалами А. С., «Письма об Императорском Эрмитаже». В 1857 году он совершил путешествие по Австрии, Германии, Италии и Франции. В 1858 году принял активное участие вместе с учащимися и недавними выпускниками Императорской Академии художеств в организации «Художественного общества», разрабатывая проект его устава. В 1859 году был напечатан составленный А. И. Сомовым путеводитель «Картины Императорского Эрмитажа для посетителей этой галереи».
В 1859—1862 годах в Журнале Главного управления путей сообщения и публичных зданий печатался перевод Сомова на русский язык сочинения Галилея: «Разговоры и доказательства относительно законов движения», снабженный предисловием и примечаниями.
В 1860-х годах обучался технике гравюры у Е. Д. Дмитриева[уточнить] (ученика Н. И. Уткина), занимался самообразованием в области истории искусств.
С 1863 по 1886 годы служил при Императорской академии наук управляющим канцелярией её конференции, переводчиком Академии и помощником секретаря академии К. С. Веселовского (с 1871).
В 1871 году, за содействие к развитию в среде русских художников искусства гравирования à l’eau-forte и за издание «Краткого руководства по гравированию», он был избран Академией художеств её почётным вольным общником. В этом же году был произведён в коллежские асессоры и награждён орденом Св. Анны 3-й степени за отличную службу и усердные труды.
Также в 1871 году был напечатан подготовленный Сомовым «Каталог картинной галереи Академии художеств» (Т. 1), за который он получил малую Уваровскую премию (в 1886 году вышел третий том этого каталога). С 1878 года состоял действительным членом Императорского общества поощрения художников и с 1880 года бессменно заседал в комитете этого общества. В качестве комиссара Русского художественного отдела участвовал в Парижской Всемирной выставке и был награждён французским орденом Почётного легиона.
Был редактором «Вестника изящных искусств» (1883—1890) и членом-учредителем Общества русских аквафортистов (1871—1874). В 1883—1889 гг. (с небольшим перерывом) был профессором на Санкт-Петербургских высших женских курсах — читал лекции истории изящных искусств. С 1886 года из-за болезни А. А. Куника был назначен старшим хранителем Эрмитажа по отделению картин, рисунков и гравюр.
А. Сомов — также автор каталогов коллекций Императорской Академии художеств (в трёх томах, 1872–1886), Эрмитажа (в трёх томах, 1889—1908) и Лазенковского дворца в Варшаве (Варшава : Губ. тип., 1895.); работ о К. П. Брюллове (Карл Павлович Брюллов и его значение в русском искусстве // «Пчела», 1876; отдельная брошюра — СПб., 1899), П. А. Федотове (Павел Андреевич Федотов // «Пчела», 1878), Е. Д. Поленовой (Елена Дмитриевна Поленова. 1850 † 1898. Очерк жизни и творчества), А. Вирце («Антуан Вирц, бельгийский живописец» // «Свет», научно-художеств. журнал Н. Вагнера, 1877).
Александр Бенуа вспоминал, что стены квартиры Сомовых «были густо завешены картинами. Большинство их были случайными приобретениями, „оказиями“, и не обладали значительной ценностью… Что же касается знаменитой коллекции рисунков А. И. Сомова … она действительно представляла исключительный интерес для историка русской живописи… Достаточно указать, что одних рисунков и акварелей Кипренского, Брюллова и Федотова у Андрея Ивановича были целые серии. Их было тоже так много, что „старик“ охотно их дарил людям, чем-либо заслужившим его благоволение».
С 1891 года Сомов был сотрудником в издании Энциклопедического словаря Брокгауза и Ефрона, редактировал в нём отдел изящных искусств.
В 1907 году получил чин тайного советника.
Погиб в результате несчастного случая 30 мая (12 июня) 1909 года: попал под экипаж на Дворцовой площади и спустя некоторое время скончался. Похоронен на кладбище Воскресенского Новодевичьего монастыря (правая часть, между дорогами 10 и 11, участок 31).

## Семья
В 1863 году женился на дочери ротмистра Надежде Константиновне Лобановой (1836— 28.05.1906). Их дети:
- Александр Сомов (1867—1903), служащий министерства финансов;
- Константин Сомов (1869—1939), художник;
- Анна Сомова-Михайлова (1873—1945), художница декоративно-прикладного искусства.